# Lista de episódios de Star Trek: The Original Series

Logotipo da série.

A série de ficção científica Star Trek (que eventualmente adquiriu o retrônimo de Star Trek: The Original Series), criada por Gene Roddenberry, era estrelada por William Shatner como o Capitão James T. Kirk, Leonard Nimoy como Sr. Spock e DeForest Kelley como Dr. Leonard McCoy a bordo da nave estelar USS Enterprise. A série foi exibida de setembro de 1966 até junho de 1969 na NBC.
Esta é a primeira série de televisão da franquia Star Trek, e compreende um total de 79 episódios em três temporadas, mais o piloto original, "The Cage". Os episódios estão listados em ordem cronológica de exibição, que corresponde a ordem de episódios nas caixas de DVD/Blu-ray de cada temporada, originais e remasterizados. Os lançamentos originais dos DVDs únicos colocavam os episódios em ordem de produção, com "The Cage" no disco final. Esta lista também inclui a Data Estelar em que os eventos de cada episódio ocorrem dentro do universo de Star Trek.
Depois do cancelamento da série, a Paramount Television lançou Star Trek como um pacote de sindicação, onde a popularidade do programa cresceu a ponto de se tornar um "grande fenômeno da cultura popular". Tal popularidade eventualmente iria levar a franquia Star Trek a expandir seu catálogo para incluir outras cinco séries de televisão e doze filmes.
Em 2006, a CBS Paramount Domestic Television (atualmente a CBS Television Distribution) anunciou que cada episódio original seria ressindicado em alta definição depois de passarem por uma remasterização digital, incluindo efeitos visuais novos e melhorados. Até o momento, os episódios remasterizados foram exibidos apenas em definição padrão, apesar de as três temporadas estarem disponíveis em alta definição no formato Blu-ray. Os episódios remasterizados começaram com "Balance of Terror" (junto com, em alguns mercados, "Miri") durante a semana de 16 de setembro de 2006, e se encerraram com "The Cage", que foi exibido na semana de 2 de maio de 2009.

## Resumo
| Temporada | Temporada | Episódios | Exibição original | Lançamentos de DVD e Blu-ray | Lançamentos de DVD e Blu-ray | Lançamentos de DVD e Blu-ray | Lançamentos de DVD e Blu-ray | Lançamentos de DVD e Blu-ray | Lançamentos de DVD e Blu-ray         | Lançamentos de DVD e Blu-ray         |
| Temporada | Temporada | Episódios | Exibição original | Região 1                     | Região 1                     | Região 1                     | Região 2                     | Região 2                     | Região A                             | Região B                             |
| Temporada | Temporada | Episódios | Exibição original | Discos individuais           | Originais                    | Remasterizados               | Originais                    | Remasterizados               | Blu-ray (originais + remasterizados) | Blu-ray (originais + remasterizados) |
| --------- | --------- | --------- | ----------------- | ---------------------------- | ---------------------------- | ---------------------------- | ---------------------------- | ---------------------------- | ------------------------------------ | ------------------------------------ |
|           | 1         | 29        | 1966–1967         | 1999–2001                    | 31 de agosto de 2004         | 20 de novembro de 2007       | 30 de agosto de 2004         | 27 de abril de 2009          | 28 de abril de 2009                  | 27 de abril de 2009                  |
|           | 2         | 26        | 1967–1968         | 1999–2001                    | 2 de novembro de 2004        | 5 de agosto de 2008          | 1 de novembro de 2004        | 27 de abril de 2009          | 22 de setembro de 2009               | 16 de novembro de 2009               |
|           | 3         | 24        | 1968–1969         | 1999–2001                    | 14 de dezembro de 2004       | 18 de novembro de 2008       | 6 de dezembro de 2004        | 27 de abril de 2009          | 15 de dezembro 2009                  | 22 de março de 2010                  |

## Episódios

### Pilotos: 1964-1965
O primeiro piloto de Star Trek, "The Cage", foi completado entre novembro de 1964 e janeiro de 1965, e era estrelado por Jeffrey Hunter como Capitão Christopher Pike, Majel Barrett como Número Um e Leonard Nimoy como Spock. Depois de ser rejeitado pela NBC por ser "cerebral demais" (entre outras reclamações), Jeffrey Hunter decidiu sair do papel de Pike quando Roddenberry recebeu a encomenda para produzir um segundo episódio piloto ("Where No Man Has Gone Before"), com uma versão editada indo ao ar em 1966.
"The Cage" nunca foi ao ar durante a exibição original de Star Trek na NBC. Ele foi apresentado por Roddenberry como uma versão inacabada em branco e preto durante várias convenções de ficção científica nos anos posteriores ao cancelamento de Star Trek, porém não foi lançado em home video até 1986, quando a Paramount Home Video produziu um lançamento "restaurado" de "The Cage" (uma combinação das imagens originais em branco e preto com as porções coloridas do episódio "The Menagerie" da primeira temporada), completada por uma introdução de Roddenberry.
Em 4 de outubro de 1988, a Paramount Pictures exibiu um especial de duas horas, apresentado por Patrick Stewart, chamado "The Star Trek Saga: From One Generation To The Next" que tinha, pela primeira vez, uma apresentação totalmente colorida de "The Cage". Em alguns mercados, o especial não foi ao ar até 15 de outubro de 1988. Nos Estados Unidos, "The Cage" foi lançado em DVD pela primeira vez em dezembro de 2001. Ele foi mais tarde incluído no disco final das caixas de DVD original e remasterizada da terceira temporada (listado com a data de exibição original de 15 de outubro de 1988).
| # | Título                         | Data Estelar | Diretor         | Roteirista(s)     | Exibição               |
| --- | ------------------------------ | ------------ | --------------- | ----------------- | ---------------------- |
| Piloto–1 | "The Cage"                     | Desconhecida | Robert Butler   | Gene Roddenberry  | outubro de 1988        |
| A tripulação da USS Enterprise segue um sinal de socorro vindo do planeta Talos IV, onde o Capitão Christopher Pike é feito prisioneiro por um grupo de alienígenas telepáticos. Os eventos deste episódio são revisitados no episódio em duas partes "The Menagerie" da primeira temporada. |                                |              |                 |                   |                        |
| Piloto–2 | "Where No Man Has Gone Before" | 1312.4       | James Goldstone | Samuel A. Peeples | 22 de setembro de 1966 |
| Depois da Enterprise tentar cruzar a Grande Barreira no limite da galáxia, os tripulantes Gary Mitchell e Elizabeth Dehner desenvolvem poderes psíquicos de "deus" que ameaçam a segurança do resto da tripulação.                                                                           |                                |              |                 |                   |                        |

### 1ª Temporada: 1966-1967
Depois do segundo piloto de Roddenberry, "Where No Man Has Gone Before", ter recebido uma resposta mais favorável da NBC, Star Trek finalmente foi ao ar com seu primeiro episódio – "The Man Trap" – às 20h30 do dia 8 de setembro de 1966. "Where No Man...", que eventualmente foi ao ar como o terceiro episódio da série, retinha apenas o personagem Spock de "The Cage", porém introduziu William Shatner como Capitão Kirk, James Doohan como o Engenheiro Chefe Scotty e George Takei como o físico (mais tarde piloto) Sulu. DeForest Kelley e Nichelle Nichols se juntaram ao elenco como o Oficial Médico Chefe Dr. McCoy e a Oficial de Comunicações Uhura em "The Man Trap".
Apesar de sua personagem Número Um não ter sido mantida depois de "The Cage", Majel Barrett retornou para o programa como uma nova personagem, enfermeira Christine Chapel, e fez sua primeira de muitas aparições recorrentes em "The Naked Time". Grace Lee Whitney apareceu em oito episódios como ordenança Janice Rand, começando com "The Man Trap". Whitney deixou a série após "The Conscience of the King", porém faria aparições rápidas no primeiro, terceiro, quarto e sexto filmes da franquia, como também no episódio "Flashback" de Star Trek: Voyager.
A primeira temporada de Star Trek compreende 29 episódios, incluindo o episódio em duas partes "The Menagerie", que inclui muito das imagens do piloto original, "The Cage". Outros episódios notáveis incluem "Balance of Terror", que introduz os romulanos; "Space Seed", que introduz Khan Noonien Singh e serve como base para Star Trek II: The Wrath of Khan; "Errand of Mercy", onde os klingons fazem sua primeira aparição; e o aclamado pela crítica, episódio vencedor do Hugo Award, "The City on the Edge of Forever", que mostra Kirk, Spock e McCoy viajando para o passado através do Guardião da Eternidade.
| № | #  | Título                            | Data Estelar | Diretor            | Roteirista(s)                                                                   | Exibição                |
| --- | -- | --------------------------------- | ------------ | ------------------ | ------------------------------------------------------------------------------- | ----------------------- |
| 1 | 1  | "The Man Trap"                    | 1513.1       | Marc Daniels       | George Clayton Johnson                                                          | 8 de setembro de 1966   |
| A Enterprise visita o planeta M-113 para uma inspeção médica de rotina no casal de arqueólogos que lá vive, porém descobrem que a esposa foi substituída por uma mortal criatura, sugadora de sal, que pode mudar de forma. |    |                                   |              |                    |                                                                                 |                         |
| 2 | 2  | "Charlie X"                       | 1533.6       | Lawrence Dobkin    | D. C. Fontana (Roteiro) Gene Roddenberry (História)                             | 15 de setembro de 1966  |
| Enquanto viaja a bordo da Enterprise, um jovem chamado Charlie Evans aterroriza a tripulação com seus estranhos poderes mentais. |    |                                   |              |                    |                                                                                 |                         |
| 3 | 3  | "Where No Man Has Gone Before"    | 1312.4       | James Goldstone    | Samuel A. Peeples                                                               | 22 de setembro de 1966  |
| Depois da Enterprise tentar cruzar a Grande Barreira no limite da galáxia, os tripulantes Gary Mitchell e Elizabeth Dehner desenvolvem poderes psíquicos de "deus" que ameaçam a segurança do resto da tripulação. |    |                                   |              |                    |                                                                                 |                         |
| 4 | 4  | "The Naked Time"                  | 1704.2       | Marc Daniels       | John D. F. Black                                                                | 29 de setembro de 1966  |
| Uma estranha e intoxicante infecção, que abaixa as inibições emocionais da tripulação, se espalha pela Enterprise. As ações inebriadas de um tripulante colocam a nave em perigo, forçando Scotty a realizar um perigoso e não testado procedimento de engenharia para salvar a nave da destruição. |    |                                   |              |                    |                                                                                 |                         |
| 5 | 5  | "The Enemy Within"                | 1672.1       | Leo Penn           | Richard Matheson                                                                | 6 de outubro de 1966    |
| Enquanto se transporta do planeta Alpha 177, um acidente do transporte divide o Capitão Kirk em dois seres: um "bom", que é fraco e indeciso, e outro "perverso", que é agressivo e dominador. Scotty deve rapidamente concertar o transporte para reunir os dois Kirk e resgatar o grupo de desenbarque que está preso na superfície de um congelante planeta. |    |                                   |              |                    |                                                                                 |                         |
| 6 | 6  | "Mudd's Women"                    | 1329.8       | Harvey Hart        | Stephen Kandel (Roteiro) Gene Roddenberry (História)                            | 13 de outubro de 1966   |
| A Enterprise persegue uma nave e resgata seus ocupantes: o vigarista interestelar Harry Mudd, que é preso por incríveis acusações, e três lindas mulheres, sua carga. Depois de Kirk desviar a nave para um planeta mineirador para obter novos cristais de lítio, Mudd negocia com os três mineradores que lá vivem, trocando as mulheres por cristais de lítio para benefício próprio. |    |                                   |              |                    |                                                                                 |                         |
| 7 | 7  | "What Are Little Girls Made Of?"  | 2712.4       | James Goldstone    | Robert Bloch                                                                    | 20 de outubro de 1966   |
| À procura do noivo da enfermeira Chapel, renomado exobiologista Roger Korby, a Enterprise visita o gelado planeta Exo III, onde Korby descubriu um antiga máquina que o permite duplicar qualquer pessoa viva em um andróide. Ele planeja usar a máquina para espalhar andróides controlados por ele em toda a Federação. |    |                                   |              |                    |                                                                                 |                         |
| 8 | 8  | "Miri"                            | 2713.5       | Vincent McEveety   | Adrian Spies                                                                    | 27 de outubro de 1966   |
| Depois de descobrir o que parece ser uma duplicata do planeta Terra, o Capitão Kirk e seu grupo de desembarque encontram uma população devastada por uma estranha doença, que só as crianças parecem ter sobrevivido. |    |                                   |              |                    |                                                                                 |                         |
| 9 | 9  | "Dagger of the Mind"              | 2715.1       | Vincent McEveety   | S. Bar-David                                                                    | 3 de novembro de 1966   |
| Em uma missão de abastecimento para uma colônia de reabilitação para os criminosos insanos, a tripulação da Enterprise descobre que os internos assumiram o controle do hospício e sequestraram Kirk e seus companheiros. |    |                                   |              |                    |                                                                                 |                         |
| 10 | 10 | "The Corbomite Maneuver"          | 1512.2       | Joseph Sargent     | Jerry Sohl                                                                      | 10 de novembro de 1966  |
| A Enterprise é ameaçada por uma nave alienígena gigante, cujo comandante condena a tripulação a morte. A nave alienígena parece superpoderosa e seu comandante recusa qualquer tentativa de comunicação, forçando Kirk a empregar um estratégia não ortodoxa para salvar a nave. |    |                                   |              |                    |                                                                                 |                         |
| 11 | 11 | "The Menagerie"                   | 3012.4       | Marc Daniels       | Gene Roddenberry                                                                | 17 de novembro de 1966  |
| Spock sequestra a Enterprise para levar seu desabilitado antigo capitão, Christopher Pike, para o planeta proíbido de Talos IV. Ele então exije uma corte marcial onde usa os eventos de "The Cage" para contar a história de como Pike foi um prisioneiro no planeta anos antes. |    |                                   |              |                    |                                                                                 |                         |
| 12 | 12 | "The Menagerie, Part II"          | 3013.1       | Robert Butler      | Gene Roddenberry                                                                | 24 de novembro de 1966  |
| Spock continua a detalhar os eventos de "The Cage" no tribunal. Depois de testemunhar os poderes mentais de ilusão dos talosianos, Kirk percebe que Spock quer retornar Pike para o planeta para que o antigo capitão possa viver uma vida onde ele possui saúde plena. |    |                                   |              |                    |                                                                                 |                         |
| 13 | 13 | "The Conscience of the King"      | 2817.6       | Gerd Oswald        | Barry Trivers                                                                   | 8 de dezembro de 1966   |
| Enquanto visita um velho amigo, Kirk suspeita que um ator shakespeariano possa na verdade ser o assassino governador de Tarsus IV, onde Kirk cresceu. Kirk convida a companhia de teatro para se apresentar a bordo da Enterprise para poder investigar. Porém, logo tentativas de asassinato começam a ocorrer na nave. |    |                                   |              |                    |                                                                                 |                         |
| 14 | 14 | "Balance of Terror"               | 1709.2       | Vincent McEveety   | Paul Schneider                                                                  | 15 de dezembro de 1966  |
| Enquanto investiga uma série de destruições em postos da Federação, a Enterprise descobre uma nave romulana com um dispositivo de camuflagem. As duas naves ficam presas em um jogo de gato e rato através do espaço. |    |                                   |              |                    |                                                                                 |                         |
| 15 | 15 | "Shore Leave"                     | 3025.3       | Robert Sparr       | Theodore Sturgeon                                                               | 29 de dezembro de 1966  |
| O capitão Kirk ordena uma licença para a tripulação da Enterprise em um planeta aparentemente inabitado no sistema Omicron Delta. Os grupos de desembarque começam a ter estranhos avistamentos, como o Coelho Branco, Don Juan e um samurai. Enquanto isso, Spock descobre que o planeta está sugando energia dos motores da nave, colocando a Enterprise em perigo. |    |                                   |              |                    |                                                                                 |                         |
| 16 | 16 | "The Galileo Seven"               | 2821.5       | Robert Gist        | Oliver Crawford & S. Bar-David (Roteiro) Oliver Crawford (História)             | 5 de janeiro de 1967    |
| Spock e um grupo científico são enviados para estudar o quasar Murasaki 312 a bordo da nave auxiliar Galileu. Durante a pesquisa, a Galileu é forçada a fazer um pouso de emergência no planeta Taurus II, onde a tripulação luta contra seus perigosos habitantes. Enquanto reparos são efeutados, Scotty determina que a nave não tem combústivel suficiente para chegar em órbita com todos os sete passageiros, forçando Spock a contemplar a possibilidade de deixar alguns tripulantes para trás.                                                           |    |                                   |              |                    |                                                                                 |                         |
| 17 | 17 | "The Squire of Gothos"            | 2124.5       | Don McDougall      | Paul Schneider                                                                  | 12 de janeiro de 1967   |
| A Enterprise descobre um planeta órfão à deriva no espaço, habitado por um excêntrico ser chamado Trelane, que aparentemente possui poderes ilimitados sobre matéria e forma para manipular a tripulação. |    |                                   |              |                    |                                                                                 |                         |
| 18 | 18 | "Arena"                           | 3045.6       | Joseph Pevney      | Gene L. Coon (Roteiro) Frederic Brown (História)                                | 19 de janeiro de 1967   |
| A Enterprise é atacada por alienígenas desconhecidos enquanto investiga a quase destruição da colônia de Cestus III. Enquanto persegue os alienígenas por espaço desconhecido, ambas as naves são capturadas pelos poderosos Metrons, que forçam Kirk e o capitão alienígena a entrar em um julgamento por combate: a nave do vencedor será libertada, enquanto a nave do perdedor será destruída. |    |                                   |              |                    |                                                                                 |                         |
| 19 | 19 | "Tomorrow Is Yesterday"           | 3113.2       | Michael O'Herlihy  | D. C. Fontana                                                                   | 26 de janeiro de 1967   |
| Depois de acidentalmente viajar no tempo para 1969, a Enterprise resgata o piloto da Força Aérea Capitão John Christopher. A tripulação luta para retornar para seu tempo, enquanto simultaneamente retorna Christopher para a Força Aérea, removendo seu conhecimento sobre o futuro, e todos os registros de seu contato com a Enterprise. |    |                                   |              |                    |                                                                                 |                         |
| 20 | 20 | "Court Martial"                   | 2947.3       | Marc Daniels       | Don M. Mankiewicz & Steven W. Carabatsos (Roteiro) Don M. Mankiewicz (História) | 2 de fevereiro de 1967  |
| O Capitão Kirk é colocado em corte marcial por negligência depois de um tripulante ser morto em uma tempestade iônica. Kirk afirma que suas ações foram adequadas e que elas não deveriam ter levado o tripulante à morte, porém as evidências são fortes contra ele. |    |                                   |              |                    |                                                                                 |                         |
| 21 | 21 | "The Return of the Archons"       | 3156.2       | Joseph Pevney      | Boris Sobelman (Roteiro) Gene Roddenberry (História)                            | 9 de fevereiro de 1967  |
| A Enterprise descobre uma população planetária controlada por um poderoso ser chamado Landru. Enquanto investiga, o Capitão Kirk e seu grupo de desembarque são capturados e descobrem que os tripulantes da Enterprise serão os próximos a serem "absorvidos" pelo controle de Landru. |    |                                   |              |                    |                                                                                 |                         |
| 22 | 22 | "Space Seed"                      | 3141.9       | Marc Daniels       | Gene L. Coon & Carey Wilber (Roteiro) Carey Wilber (História)                   | 16 de fevereiro de 1967 |
| A Enterprise descobre uma antiga nave, a SS Botany Bay, que escapou das Guerrras Eugênicas da Terra no final do século XX. Os passageiros geneticamente modificados, liderados pelo criminoso de guerra Khan Noonien Singh, tomam o controle da Enterprise. (Este episódio serve como pano de fundo para o filme Star Trek II: The Wrath of Khan) |    |                                   |              |                    |                                                                                 |                         |
| 23 | 23 | "A Taste of Armageddon"           | 3192.1       | Joseph Pevney      | Robert Hammer & Gene L. Coon (Roteiro) Robert Hammer (História)                 | 23 de fevereiro de 1967 |
| Em Eminiar VII, a Enterprise encontra uma civilização em guerra com seu vizinho planetário. Incapazes de identificar quaisquer sinais de batalha a partir do espaço, o Capitão Kirk lidera um grupo de desembarque para a superfície onde eles descobrem que toda a guerra é lutada por computadores. Apesar da guerra ser simulada, cidadãos que são listados como vítimas virtuais ainda devem se reportar para cabines de execução para serem mortos. Depois da Enterprise ter sido "destruída" em um ataque, Kirk deve lutar para manter sua tripulação viva. |    |                                   |              |                    |                                                                                 |                         |
| 24 | 24 | "This Side of Paradise"           | 3417.3       | Ralph Senensky     | D. C. Fontana (Roteiro) Nathan Butler & D. C. Fontana (História)                | 2 de março de 1967      |
| Apesar de expostos a uma radiação mortal, a colônia da Federação em Omicron Ceti III parece estar prosperando. Um grupo de desembarque da Enterprise vai investigar, descobrindo que a população da colônia possui uma saúde além da explicação. Leila Kalomi, uma antiga amiga de Spock, mostra ao grupo de desembarque estranhas flores que parecem impôr um estado de puro êxtase naqueles que são expostos aos seus esporos. Os efeitos dos esporos se espalham rápido fazendo a tripulação se amotinar contra Kirk.                                          |    |                                   |              |                    |                                                                                 |                         |
| 25 | 25 | "The Devil in the Dark"           | 3196.1       | Joseph Pevney      | Gene L. Coon                                                                    | 9 de março de 1967      |
| Enviada para a colônia mineiradora de Janus VI, a Enterprise é incumbida de investigar rumores de uma estranha criatura subterrânea responsável pela destruição de equipamentos e pela morte de cinquenta mineiros. |    |                                   |              |                    |                                                                                 |                         |
| 26 | 26 | "Errand of Mercy"                 | 3198.4       | John Newland       | Gene L. Coon                                                                    | 23 de março de 1967     |
| Negociações de paz entre a Federação e o Império Klingon falharam. A Enterprise é enviada para proteger Organia, um pacífico planeta localizado perto da fronteira klingon. Kirk e Spock são transportados para a superfície para avisar os organianos sobre os klingons, porém a frota klingon chega, forçando a Enterprise a partir abandonando Kirk e Spock na superfície. |    |                                   |              |                    |                                                                                 |                         |
| 27 | 27 | "The Alternative Factor"          | 3087.6       | Gerd Oswald        | Don Ingalls                                                                     | 30 de março de 1967     |
| Enquanto orbita um planeta aparentemente morto, a Enterprise parece experimentar um estranho momento de "não existência". O Capitão Kirk descobre um homem chamado Lazarus no planeta, que afirma que o efeito foi causado por seu "inimigo", uma insana versão dele mesmo vinda de um universo paralelo. |    |                                   |              |                    |                                                                                 |                         |
| 28 | 28 | "The City on the Edge of Forever" | Desconhecida | Joseph Pevney      | Harlan Ellison                                                                  | 6 de abril de 1967      |
| Depois de receber uma overdose de um perigoso medicamento, o Dr. McCoy age erraticamente e desaparece pelo Guardião da Eternidade, um portal do tempo em um remoto planeta. Kirk e Spock o seguem depois de descobrirem que McCoy de alguma forma alterou o passado, apagando toda a história que eles conhecem. |    |                                   |              |                    |                                                                                 |                         |
| 29 | 29 | "Operation: Annihilate!"          | 3287.2       | Herschel Daugherty | Steven W. Carabatsos                                                            | 13 de abril de 1967     |
| A Enterprise chega em Deneva—a casa do irmão do Capitão Kirk, Sam—e descobre que todo o planeta foi infestado por grandes alienígenas parecidos com amebas que atacaram e mataram grande parte da população humana. Uma das criaturas ataca Spock, que se oferece para se submeter aos testes do Dr. McCoy. |    |                                   |              |                    |                                                                                 |                         |

### 2ª Temporada: 1967-1968
A segunda temporada de 26 episódios do programa começou em setembro de 1967 com "Amok Time", que introduziu o ator Walter Koenig como o navegador russo Pavel Chekov, e deu aos espectadores o primeiro vislumbre do mundo natal de Spock, Vulcano. A temporada também inclui episódios notáveis como "Mirror, Mirror", que introduz o "Universo Espelho"; "Journey to Babel", contendo a introdução dos pais de Spock, Sarek e Amanda; e o cômico "The Trouble with Tribbles", que mais tarde seria revisitado em um episódio de Star Trek: The Animated Series e um de Star Trek: Deep Space Nine.
| № | #  | Título                        | Data Estelar | Diretor             | Roteirista(s)                                                       | Exibição                |
| --- | -- | ----------------------------- | ------------ | ------------------- | ------------------------------------------------------------------- | ----------------------- |
| 30 | 1  | "Amok Time"                   | 3372.7       | Joseph Pevney       | Theodore Sturgeon                                                   | 15 de setembro de 1967  |
| Kirk viola as ordens da Frota Estelar a fim de levar o Sr. Spock para Vulcano para se casar, apenas para descobrir que ele deve duelar com seu primeiro oficial, e amigo, pela posse da noiva.                                                                                    |    |                               |              |                     |                                                                     |                         |
| 31 | 2  | "Who Mourns for Adonais?"     | 3468.1       | Marc Daniels        | Gilbert Ralston                                                     | 22 de setembro de 1967  |
| A tripulação da Enterprise é feita prisioneira por um alienígena que afirma ser o deus grego Apolo. |    |                               |              |                     |                                                                     |                         |
| 32 | 3  | "The Changeling"              | 3541.9       | Marc Daniels        | John Meredyth Lucas                                                 | 29 de setembro de 1967  |
| A Enterprise encontra uma antiga sonda interestelar terrestre, desaparecida há 265 anos, que se transformou em um ser poderoso e inteligente que busca esterelizar planetas que não cumpram seus padrões de perfeição.                                                            |    |                               |              |                     |                                                                     |                         |
| 33 | 4  | "Mirror, Mirror"              | Desconhecida | Marc Daniels        | Jerome Bixby                                                        | 6 de outubro de 1967    |
| Um contratempo do transporte leva o Capitão Kirk e seus companheiros para um universo paralelo, onde a Enterprise serve um bárbaro Império no lugar da Federação. Este episódio desmembra várias tramas em Star Trek: Deep Space Nine e Star Trek: Enterprise.                    |    |                               |              |                     |                                                                     |                         |
| 34 | 5  | "The Apple"                   | 3715.3       | Joseph Pevney       | Max Ehrlich                                                         | 13 de outubro de 1967   |
| A tripulação da Enterprise encontra um estranho planeta paraíso controlado por um computador que os habitantes primitivos acreditam ser uma espécie de deus. |    |                               |              |                     |                                                                     |                         |
| 35 | 6  | "The Doomsday Machine"        | 4202.9       | Marc Daniels        | Norman Spinrad                                                      | 20 de outubro de 1967   |
| A Enterprise descobre uma super-arma capaz de destruir planetas inteiros. Enquanto isso, o Comodoro Matt Decker, que teve sua tripulação morta pela máquina, ameaça a Enterprise em uma missão de vingança.                                                                       |    |                               |              |                     |                                                                     |                         |
| 36 | 7  | "Catspaw"                     | 3018.2       | Joseph Pevney       | Robert Bloch                                                        | 27 de outubro de 1967   |
| Dois poderosos alienígenas ameaçam o bem-estar da Enterprise e sua tripulação com seus misteriosos poderes mágicos. |    |                               |              |                     |                                                                     |                         |
| 37 | 8  | "I, Mudd"                     | 4513.3       | Marc Daniels        | Stephen Kandel                                                      | 3 de novembro de 1967   |
| O Capitão Kirk e sua tripulação se encontram novamente com o vigarista Harry Mudd, desta vez encontrando-o como rei em um planeta populado por andróides, que captura a Enterprise como uma forma de vingança.                                                                    |    |                               |              |                     |                                                                     |                         |
| 38 | 9  | "Metamorphosis"               | 3219.4       | Ralph Senensky      | Gene L. Coon                                                        | 10 de novembro de 1967  |
| Uma equipe em uma nave auxiliar da Enterprise encontra um náufrago (que aparenta ser Zefram Cochrane, o inventor do motor de dobra) e seu misterioso companheiro alienígena. |    |                               |              |                     |                                                                     |                         |
| 39 | 10 | "Journey to Babel"            | 3842.3       | Joseph Pevney       | D. C. Fontana                                                       | 17 de novembro de 1967  |
| Enquanto transporta dignatários para uma importante conferência de paz, entre eles os pais de Spock, a Enterprise é perseguida por uma misteriosa nave enquanto um assassino é descoberto entre os passageiros.                                                                   |    |                               |              |                     |                                                                     |                         |
| 40 | 11 | "Friday's Child"              | 3497.2       | Joseph Pevney       | D. C. Fontana                                                       | 1 de dezembro de 1967   |
| A tripulação da Enterprise se envolve em uma luta tribal pelo poder no planeta Capella IV, onde os klingons desejam possuir os direitos de mineração. |    |                               |              |                     |                                                                     |                         |
| 41 | 12 | "The Deadly Years"            | 3478.2       | Joseph Pevney       | David P. Harmon                                                     | 8 de dezembro de 1967   |
| Uma estranha radiação expõe os oficiais seniores da Enterprise aos efeitos do envelhecimento rápido. |    |                               |              |                     |                                                                     |                         |
| 42 | 13 | "Obsession"                   | 3619.2       | Ralph Senensky      | Art Wallace                                                         | 15 de dezembro de 1967  |
| O Capitão Kirk fica obcecado em destruir uma entidade assassina que matou grande parte da tripulação de sua nave anterior. |    |                               |              |                     |                                                                     |                         |
| 43 | 14 | "Wolf in the Fold"            | 3614.9       | Joseph Pevney       | Robert Bloch                                                        | 22 de dezembro de 1967  |
| Scotty é o principal suspeito da morte de várias mulheres no planeta Argelius II. Entretanto, uma força mais sinistra pode fazer a conexão entre esses assassinatos e outros pela galáxia, incluindo alguns na Terra no final do século XIX.                                      |    |                               |              |                     |                                                                     |                         |
| 44 | 15 | "The Trouble with Tribbles"   | 4523.3       | Joseph Pevney       | David Gerrold                                                       | 29 de dezembro de 1967  |
| A disputa pelo controle de um planeta leva a Enterprise a uma estação espacial, onde a tripulação deve lidar com os klingons, oficiais da Federação, e uma espécie de criaturas que são pequenas, fofas, peludas, famintas e incrivelmente férteis.                               |    |                               |              |                     |                                                                     |                         |
| 45 | 16 | "The Gamesters of Triskelion" | 3211.7       | Gene Nelson         | Margaret Armen                                                      | 5 de janeiro de 1968    |
| Capitão Kirk, Chekov e Uhura são sequestrados por alienígenas desencarnados e forçados a lutar em disputas gladiatoriais para entretenimento e jogo de outros aleinígenas. |    |                               |              |                     |                                                                     |                         |
| 46 | 17 | "A Piece of the Action"       | 4598.0       | James Komack        | David P. Harmon & Gene L. Coon (Roteiro) David P. Harmon (História) | 12 de janeiro de 1968   |
| A Enterprise visita um planeta com uma violenta cultura baseada nos gângsteres da década de 1920 da Terra. |    |                               |              |                     |                                                                     |                         |
| 47 | 18 | "The Immunity Syndrome"       | 4307.1       | Joseph Pevney       | Robert Sabaroff                                                     | 19 de janeiro de 1968   |
| A tripulação da Enterprise encontra uma criatura espacial que suga energia. |    |                               |              |                     |                                                                     |                         |
| 48 | 19 | "A Private Little War"        | 4211.4       | Marc Daniels        | Gene Roddenberry (Roteiro) Jud Crucis (História)                    | 2 de fevereiro de 1968  |
| Em um planeta com uma civilização primitiva, a Enterprise descobre que os klingons estão dando a uma sociedade da Idade da pedra armas cada vez mais avançadas. |    |                               |              |                     |                                                                     |                         |
| 49 | 20 | "Return to Tomorrow"          | 4768.3       | Ralph Senensky      | John Kingsbridge                                                    | 9 de fevereiro de 1968  |
| Alienígenas telepáticos, os últimos sobreviventes de uma espécie que morreu meio milhão de anos antes, assumem o controle dos corpos de Kirk, Spock e de uma tripulante da Enterprise com a intenção de construir novos e mecanizados corpos para si próprios.                    |    |                               |              |                     |                                                                     |                         |
| 50 | 21 | "Patterns of Force"           | 2534.0       | Vincent McEveety    | John Meredyth Lucas                                                 | 16 de fevereiro de 1968 |
| A tripulação da Enterprise visita um planeta dominado por uma cultura nazista e em guerra com seu vizinho planetário. |    |                               |              |                     |                                                                     |                         |
| 51 | 22 | "By Any Other Name"           | 4657.5       | Marc Daniels        | D. C. Fontana & Jerome Bixby (Roteiro) Jerome Bixby (História)      | 23 de fevereiro de 1968 |
| Seres poderosos vindos da Galáxia de Andrômeda sequestram a Enterprise com o objetivo de voltar pra casa, transformando sua tripulação em pedra sólida, e deixando os quatro oficiais sêniores sozinhos para explorar as fraquezas de seus captores.                              |    |                               |              |                     |                                                                     |                         |
| 52 | 23 | "The Omega Glory"             | Desconhecida | Vincent McEveety    | Gene Roddenberry                                                    | 1 de março de 1968      |
| A Enterprise descobre a renegada nave estelar Exeter à deriva no espaço, com toda a sua tripulação morta por uma praga completamente desconhecida. |    |                               |              |                     |                                                                     |                         |
| 53 | 24 | "The Ultimate Computer"       | 4729.4       | John Meredyth Lucas | D. C. Fontana (Roteiro) Laurence N. Wolfe (História)                | 8 de março de 1968      |
| Um novo sistema de computador causa caos enquanto é testado a bordo da Enterprise. |    |                               |              |                     |                                                                     |                         |
| 54 | 25 | "Bread and Circuses"          | 4040.7       | Ralph Senensky      | Gene Roddenberry & Gene L. Coon                                     | 15 de março de 1968     |
| O Capitão Kirk, Spock e McCoy são capturados em uma planeta que se parece com o Império Romano com tecnologia do século XX. Os três são enviados para a morte por gladiadores com o objetivo criarem um bom espetáculo para o povo.                                               |    |                               |              |                     |                                                                     |                         |
| 55 | 26 | "Assignment: Earth"           | Desconhecida | Marc Daniels        | Art Wallace (Roteiro) Gene Roddenberry & Art Wallace (História)     | 29 de março de 1968     |
| Durante uma missão de pesquisa histórica em 1968, a Enterprise inesperadamente encontra outro viajante interestelar do futuro, chamado Gary Seven, que afirma ter sido enviado por seres avaçados para ajudar a Terra, porém parece estar tentando alterar a história do planeta. |    |                               |              |                     |                                                                     |                         |

### 3ª Temporada: 1968-1969
Depois de sua segunda temporada, a NBC estava preparada para cancelar Star Trek devido aos baixos indíceis de audiência. Liderados pelos fãs Bjo e John Trimble, os telespectadores de Trek inundaram a NBC com cartas protestando contra o cancelamento da série e pedindo para a emissora renovar o programa para mais um ano. Depois da NBC ter concordado em produzir uma terceira temporada, ela prometeu a Gene Roddenberry que o programa iria ao ar em um horário favorável (segundas-feiras, às 19h30), porém mais tarde mudou a programação e colocou Star Trek no chamado "horário da morte" – sextas-feiras, às 22h00. Além da troca de horário na programação, o orçamento do programa foi "seriamente cortado" e Nichelle Nichols descreveu o eventual concelamento da série como "uma profecia auto-realizável".
A temporada final de 24 episódios de Star Trek começou em setembro de 1968 com "Spock's Brain". A terceira temporada também inclui "The Tholian Web", onde Kirk fica preso entre dois universos; este episódio seria revisitado em 2005 no episódio em duas partes "In a Mirror, Darkly", da série prequela Star Trek: Enterprise. O último episódio da série, "Turnabout Intruder", foi exibido em 3 de junho de 1969, porém Star Trek acabaria por voltar a televisão na forma de animação quando Star Trek: The Animated Series estreou em setembro de 1973.
| № | #  | Título                                               | Data Estelar | Diretor             | Roteirista(s)                                                             | Exibição                |
| --- | -- | ---------------------------------------------------- | ------------ | ------------------- | ------------------------------------------------------------------------- | ----------------------- |
| 56 | 1  | "Spock's Brain"                                      | 5431.4       | Marc Daniels        | Lee Cronin                                                                | 20 de setembro de 1968  |
| A USS Enterprise é invadida por uma força alienígena que rouba o cerébro de Spock, fazendo com que Kirk e McCoy entrem em uma corrida desesperada para recuperá-lo. |    |                                                      |              |                     |                                                                           |                         |
| 57 | 2  | "The Enterprise Incident"                            | 5027.3       | John Meredyth Lucas | D. C. Fontana                                                             | 27 de setembro de 1968  |
| Aparentemente agindo de forma agitada e irracional, Kirk inexplicavelmente ordena que a Enterprise cruze a Zona Neutra até o espaço romulano, onde ela é capturada e Kirk é levado como prisioneiro para a nave inimiga. |    |                                                      |              |                     |                                                                           |                         |
| 58 | 3  | "The Paradise Syndrome"                              | 4842.6       | Jud Taylor          | Margaret Armen                                                            | 4 de outubro de 1968    |
| Um misterioso dispositivo alienígena em um planeta com uma cultura predominantemente nativa americana apaga a memória do capitão Kirk, e ele começa a viver com eles como um membro da tribo. |    |                                                      |              |                     |                                                                           |                         |
| 59 | 4  | "And the Children Shall Lead"                        | 5029.5       | Marvin Chomsky      | Edward J. Lakso                                                           | 11 de outubro de 1968   |
| A tripulação da Enterprise resgata um grupo de crianças presas em um planeta, junto com seu perigoso amigo "imaginário". |    |                                                      |              |                     |                                                                           |                         |
| 60 | 5  | "Is There in Truth No Beauty?"                       | 5630.7       | Ralph Senensky      | Jean Lisette Aroeste                                                      | 18 de outubro de 1968   |
| A Enterprise viaja com um embaixador alienígena que deve ficar dentro de uma mala especial preta porque sua aparência causa insanidade. |    |                                                      |              |                     |                                                                           |                         |
| 61 | 6  | "Spectre of the Gun"                                 | 4385.3       | Vincent McEveety    | Lee Cronin                                                                | 25 de outubro de 1968   |
| Depois de transgredirem as regras de um planeta alienígena, o Capitão Kirk, Spock, McCoy, Scotty e Chekov são forçados a reencenar o famoso tiroteio do Curral O.K., porém eles estão no lado perdedor da disputa. |    |                                                      |              |                     |                                                                           |                         |
| 62 | 7  | "Day of the Dove"                                    | Desconhecida | Marvin Chomsky      | Jerome Bixby                                                              | 1 de novembro de 1968   |
| Uma forma de vida alienígena não corpórea e baseada em energia, que se alimenta de emoções negativas (como medo, raiva, ódio), faz a tripulação da Enterprise entrar em um conflito brutal contra uma nave klingon. |    |                                                      |              |                     |                                                                           |                         |
| 63 | 8  | "For the World Is Hollow and I Have Touched the Sky" | 5476.3       | Tony Leader         | Rik Vollaerts                                                             | 8 de novembro de 1968   |
| Quando McCoy descobre que está morrendo de uma doença incurável, a tripulação da Enterprise corre para impedir que um asteróide colida com um planeta da Federação, apenas para descobrir que o asteróide é, na verdade, uma nave alienígena disfarçada. Eles descobrem uma civilização interira vivendo dentro da nave que acreditam estar na verdade em um planeta, cujo "Óraculo" proíbe qualquer tentativa para descobrir a verdade. |    |                                                      |              |                     |                                                                           |                         |
| 64 | 9  | "The Tholian Web"                                    | 5693.2       | Herb Wallerstein    | Judy Burns & Chet Richards                                                | 15 de novembro de 1968  |
| Ao tentar resgatar a nave estelar USS Defiant, o Capitão Kirk desaparece quando a nave morta é puxada para o interespaço. A Enterprise é então atacada pela espécie local, os tolianos. Os episódios "In a Mirror, Darkly", de Star Trek: Enterprise, servem como continuação deste episódio. |    |                                                      |              |                     |                                                                           |                         |
| 65 | 10 | "Plato's Stepchildren"                               | 5784.2       | David Alexander     | Meyer Dolinsky                                                            | 22 de novembro de 1968  |
| A tripulação da Enterprise encontra uma intemporal e maliciosa espécie de humanóides psíquicos que afirmam ter organizado sua sociedade com base nos ideais da Grécia Antiga. |    |                                                      |              |                     |                                                                           |                         |
| 66 | 11 | "Wink of an Eye"                                     | 5710.5       | Jud Taylor          | Arthur Heinemann (Roteiro) Lee Cronin (História)                          | 29 de novembro de 1968  |
| Alienígenas invisíveis e "acelarados no tempo" assumem o comando da Enterprise para abduzir a tripulação para serem usados como "estoque genético". |    |                                                      |              |                     |                                                                           |                         |
| 67 | 12 | "The Empath"                                         | 5121.5       | John Erman          | Joyce Muskat                                                              | 6 de dezembro de 1968   |
| Enquanto visitam um planeta condenado, o grupo de desembarque se torna cobaia de experimentos torturosos para testar uma espécie empática. |    |                                                      |              |                     |                                                                           |                         |
| 68 | 13 | "Elaan of Troyius"                                   | 4372.5       | John Meredyth Lucas | John Meredyth Lucas                                                       | 20 de dezembro de 1968  |
| O Capitão Kirk transporta um princesa mimada que deve levar paz para um sistema planetário em guerra. |    |                                                      |              |                     |                                                                           |                         |
| 69 | 14 | "Whom Gods Destroy"                                  | 5718.3       | Herb Wallerstein    | Lee Erwin (Roteiro) Lee Erwin & Jerry Sohl (História)                     | 3 de janeiro de 1969    |
| O Capitão Kirk visita um hospício e confronta um insano capitão de nave estelar que acredita estar destinado a controlar o universo. |    |                                                      |              |                     |                                                                           |                         |
| 70 | 15 | "Let That Be Your Last Battlefield"                  | 5730.2       | Jud Taylor          | Oliver Crawford (Roteiro) Lee Cronin (História)                           | 10 de janeiro de 1969   |
| A Enterprise encontra os dois últimos sobreviventes de um planeta devastado pela guerra, que ainda estão determinados a destruir um ao outro a bordo da nave. |    |                                                      |              |                     |                                                                           |                         |
| 71 | 16 | "The Mark of Gideon"                                 | 5423.4       | Jud Taylor          | George F. Slavin & Stanley Adams                                          | 17 de janeiro de 1969   |
| Uma espécie de alienígenas de um planeta superpovoado sequestra o Capitão Kirk para tentar resolver seus problemas. |    |                                                      |              |                     |                                                                           |                         |
| 72 | 17 | "That Which Survives"                                | Desconhecida | Herb Wallerstein    | John Meredyth Lucas (Roteiro) Michael Richards (História)                 | 24 de janeiro de 1969   |
| A tripulação da Enterprise visita um posto abandonado guardado por um misterioso computador. |    |                                                      |              |                     |                                                                           |                         |
| 73 | 18 | "The Lights of Zetar"                                | 5725.3       | Herb Kenwith        | Jeremy Tarcher & Shari Lewis                                              | 31 de janeiro de 1969   |
| Uma estranha forma de vida alienígena baseada em energia ameaça destruir a estação Memory Alpha e a Enterprise. |    |                                                      |              |                     |                                                                           |                         |
| 74 | 19 | "Requiem for Methuselah"                             | 5843.7       | Murray Golden       | Jerome Bixby                                                              | 14 de fevereiro de 1969 |
| A tripulação da Enterprise encontra um humano imortal que vive de forma reclusa em seu próprio planeta. |    |                                                      |              |                     |                                                                           |                         |
| 75 | 20 | "The Way to Eden"                                    | 5832.3       | David Alexander     | Arthur Heinemann (Roteiro) Michael Richards & Arthur Heinemann (História) | 21 de fevereiro de 1969 |
| A Enterprise é sequestrada por um médico criminoso e seus leais seguidores que tentam encontrar o paraíso. |    |                                                      |              |                     |                                                                           |                         |
| 76 | 21 | "The Cloud Minders"                                  | 5818.4       | Jud Taylor          | Margaret Armen (Roteiro) David Gerrold & Oliver Crawford (História)       | 28 de fevereiro de 1969 |
| Kirk corre contra o tempo para adquirir minerais para lutar contra uma praga que está infestando um planeta à beira de uma guerra civil. |    |                                                      |              |                     |                                                                           |                         |
| 77 | 22 | "The Savage Curtain"                                 | 5906.4       | Herschel Daugherty  | Arthur Heinemann & Gene Roddenberry (Roteiro) Gene Roddenberry (História) | 7 de março de 1969      |
| Alienígenas forçam Kirk e Spock a batalhar vilões ilusórios em um teste de bem contra o mal. |    |                                                      |              |                     |                                                                           |                         |
| 78 | 23 | "All Our Yesterdays"                                 | 5943.7       | Marvin Chomsky      | Jean Lisette Aroeste                                                      | 14 de março de 1969     |
| Kirk, Spock e McCoy ficam presos no passado de um mundo ameaçado por uma supernova. |    |                                                      |              |                     |                                                                           |                         |
| 79 | 24 | "Turnabout Intruder"                                 | 5928.5       | Herb Wallerstein    | Arthur H. Singer (Roteiro) Gene Roddenberry (História)                    | 3 de junho de 1969      |
| A consciência de Kirk fica presa no corpo de uma mulher que está determinada a matá-lo e assumir o comando da Enterprise enquanto habita o corpo do Capitão. |    |                                                      |              |                     |                                                                           |                         |

## Ordem de produção
A lista abaixo detalha a ordem de produção dos episódios da série, incluindo o piloto original "The Cage". Enquanto os lançamentos em DVD de "temporada completa" (listados acima) seguem a ordem de exibição original, os lançamentos episódicos do DVD original são numerados pela ordem de produção.
| Piloto | Piloto     |
| ------ | ---------- |
| 01     | "The Cage" |

| 1ª Temporada | 1ª Temporada                      |
| ------------ | --------------------------------- |
| 02           | "Where No Man Has Gone Before"    |
| 03           | "The Corbomite Maneuver"          |
| 04           | "Mudd's Women"                    |
| 05           | "The Enemy Within"                |
| 06           | "The Man Trap"                    |
| 07           | "The Naked Time"                  |
| 08           | "Charlie X"                       |
| 09           | "Balance of Terror"               |
| 10           | "What Are Little Girls Made Of?"  |
| 11           | "Dagger of the Mind"              |
| 12           | "Miri"                            |
| 13           | "The Conscience of the King"      |
| 14           | "The Galileo Seven"               |
| 15           | "Court Martial"                   |
| 16           | "The Menagerie, Parts I & II"     |
| 17           | "Shore Leave"                     |
| 18           | "The Squire of Gothos"            |
| 19           | "Arena"                           |
| 20           | "The Alternative Factor"          |
| 21           | "Tomorrow Is Yesterday"           |
| 22           | "The Return of the Archons"       |
| 23           | "A Taste of Armageddon"           |
| 24           | "Space Seed"                      |
| 25           | "This Side of Paradise"           |
| 26           | "The Devil in the Dark"           |
| 27           | "Errand of Mercy"                 |
| 28           | "The City on the Edge of Forever" |
| 29           | "Operation: Annihilate!"          |

| 2ª Temporada[carece de fontes?] | 2ª Temporada[carece de fontes?] |
| ------------------------------- | ------------------------------- |
| 30                              | "Catspaw"                       |
| 31                              | "Metamorphosis"                 |
| 32                              | "Friday's Child"                |
| 33                              | "Who Mourns for Adonais?"       |
| 34                              | "Amok Time"                     |
| 35                              | "The Doomsday Machine"          |
| 36                              | "Wolf in the Fold"              |
| 37                              | "The Changeling"                |
| 38                              | "The Apple"                     |
| 39                              | "Mirror, Mirror"                |
| 40                              | "The Deadly Years"              |
| 41                              | "I, Mudd"                       |
| 42                              | "The Trouble with Tribbles"     |
| 43                              | "Bread and Circuses"            |
| 44                              | "Journey to Babel"              |
| 45                              | "A Private Little War"          |
| 46                              | "The Gamesters of Triskelion"   |
| 47                              | "Obsession"                     |
| 48                              | "The Immunity Syndrome"         |
| 49                              | "A Piece of the Action"         |
| 50                              | "By Any Other Name"             |
| 51                              | "Return to Tomorrow"            |
| 52                              | "Patterns of Force"             |
| 53                              | "The Ultimate Computer"         |
| 54                              | "The Omega Glory"               |
| 55                              | "Assignment: Earth"             |

| 3ª Temporada[carece de fontes?] | 3ª Temporada[carece de fontes?]                      |
| ------------------------------- | ---------------------------------------------------- |
| 56                              | "Spectre of the Gun"                                 |
| 57                              | "Elaan of Troyius"                                   |
| 58                              | "The Paradise Syndrome"                              |
| 59                              | "The Enterprise Incident"                            |
| 60                              | "And the Children Shall Lead"                        |
| 61                              | "Spock's Brain"                                      |
| 62                              | "Is There in Truth No Beauty?"                       |
| 63                              | "The Empath"                                         |
| 64                              | "The Tholian Web"                                    |
| 65                              | "For the World is Hollow and I Have Touched the Sky" |
| 66                              | "Day of the Dove"                                    |
| 67                              | "Plato's Stepchildren"                               |
| 68                              | "Wink of an Eye"                                     |
| 69                              | "That Which Survives"                                |
| 70                              | "Let That Be Your Last Battlefield"                  |
| 71                              | "Whom Gods Destroy"                                  |
| 72                              | "The Mark of Gideon"                                 |
| 73                              | "The Lights of Zetar"                                |
| 74                              | "The Cloud Minders"                                  |
| 75                              | "The Way to Eden"                                    |
| 76                              | "Requiem for Methuselah"                             |
| 77                              | "The Savage Curtain"                                 |
| 78                              | "All Our Yesterdays"                                 |
| 79                              | "Turnabout Intruder"                                 |